# Selbstbewertungsmodell der Leistungsmotivation
Dieser Artikel wurde auf der Qualitätssicherungsseite des Wikiprojekts Psychologie eingetragen. Dies geschieht, um die Qualität der Artikel aus dem Themengebiet Psychologie zu verbessern. Dabei werden Artikel verbessert oder auch zur Löschung vorgeschlagen, wenn sie nicht den Kriterien der Wikipedia entsprechen. Hilf mit bei der Verbesserung und beteilige dich an der Diskussion im Projekt Psychologie.
Das Selbstbewertungsmodell der Leistungsmotivation ist ein theoretisches Rahmenkonzept im Bereich der Leistungsmotivation, das von Heinz Heckhausen im Jahr 1972 entwickelt wurde. Es dient als grundlegendes Konzept in der Motivationsforschung, insbesondere im schulischen und psychologischen Kontext.

## Überblick
Das Selbstbewertungsmodell konzeptualisiert Leistungsmotivation als ein komplexes System, das aus drei miteinander verbundenen Teilverfahren besteht: Zielsetzung, kausalen Attributionen und Selbstbewertungsemotionen. Diese Teilverfahren wirken zusammen, um sowohl das Streben nach Erfolg (Hoffnung auf Erfolg) als auch das Vermeiden von Misserfolg (Furcht vor Misserfolg) zu beeinflussen und zu stabilisieren.

### Prozesse

#### 1. Zielsetzung
Erfolgsmotivierte Personen streben danach, ihre Kompetenzen zu optimieren und ihre Fähigkeiten zu zeigen. Sie haben Vertrauen in ihre Fähigkeiten und erleben positive Erwartungsempfindungen wie Stolz. Realistische Ziele gelten als am effektivsten, um ihr Handeln auf die Verbesserung ihrer Fähigkeiten auszurichten.

#### 2. Kausale Attributionen
Personen, die vom Erfolg motiviert sind, schreiben ihre Erfolge stabilen Faktoren wie ihren Fähigkeiten zu, während sie Misserfolge externen Faktoren wie Glück zuschreiben. Diese selbstbezogene Attributionstendenz hilft, ihr Selbstwertgefühl aufrechtzuerhalten. Selbst wenn Erfolge und Misserfolge gleichgewichtig sind, bleibt die Gesamtbilanz positiv, was den Antrieb der erfolgsorientierten Personen zur Erweiterung ihrer Kompetenzen verstärkt.

#### 3. Selbstbewertungsemotionen
Positive Selbstbewertungsemotionen wie Stolz begleiten Erfolge und tragen zur Verstärkung des Antriebs der erfolgsorientierten Personen bei, realistische Ziele zu verfolgen und ihre Kompetenzen zu verbessern.
Im Gegensatz dazu bemühen sich Personen, die vom Misserfolg motiviert sind, Situationen zu meiden, die ihr Selbstwertgefühl beeinträchtigen könnten. Sie neigen dazu, Aufgaben zu vermeiden, die Feedback zu ihrer Kompetenz geben, und wählen stattdessen Aufgaben, bei denen Erfolg schwer als Bestätigung ihres Wertes zu interpretieren ist oder bei denen Misserfolg ihr Selbstwertgefühl stark beeinträchtigen würde.

## Anwendungen
Das Selbstbewertungsmodell der Leistungsmotivation findet praktische Anwendungen in Motivationstrainingsprogrammen, insbesondere solchen, die darauf abzielen, maladaptive Verhaltensweisen im Zusammenhang mit der Furcht vor Misserfolg in schulischen Kontexten zu reduzieren. Durch die Ansprache der Selbstwirksamkeitserwartungen der Individuen und die Förderung realistischer Zielsetzungsstrategien zielen Interventionen, die auf diesem Modell basieren, darauf ab, die akademische Leistung zu verbessern und adaptive Motivationsmuster zu fördern.

## Einzelnachweis
1. 1 2 3 4 5 6  Selbstbewertungsmodell nach Heckhausen. In: Dorsch – Lexikon der Psychologie. Markus Antonius Wirtz, 29. August 2022, archiviert vom Original; abgerufen am 13. Februar 2024.